# Heinrich von Warendorff
Heinrich Hermann Karl Georg von Warendorff (* 9. Dezember 1841 in Wesel; † 10. Januar 1915 in Berlin-Schöneberg) war ein preußischer Generalmajor.

## Leben
Warendorff trat am 1. April 1859 in das 17. Infanterie-Regiment der Preußischen Armee in seiner Heimatstadt ein und wurde Mitte Juli 1860 unter Beförderung zum Sekondeleutnant in das 8. Westfälische Infanterie-Regiment Nr. 57 nach Neuss versetzt. Während des Krieges gegen Dänemark war er 1864 zunächst zum Ersatz-Bataillon und dann zum mobilen 4. Garde-Grenadier-Regiment „Königin“ kommandiert. Auch für die Dauer des Krieges gegen Österreich war Warendorff 1866 zu diesem Verband kommandiert und nahm an den Kämpfen bei Soor teil. Nach dem Krieg avancierte er Mitte Oktober 1866 zum Premierleutnant.
Zu Beginn des Krieges gegen Frankreich führte Warendorff die 1. Kompanie in den Schlachten bei Mars-la-Tour und Gravelotte. Krankheitsbedingt fiel er vom 17. Oktober bis zum 25. November 1870 aus. Anschließend übernahm er wieder die Führung der Kompanie in der Schlacht bei Beaune-la-Rolande und rückte am 10. Dezember 1870 unter Beförderung zum Hauptmann zum Kompaniechef auf. In dieser Eigenschaft nahm er an den Kämpfen bei Vendôme, Saint-Amand sowie Château-Renault teil und erhielt für sein Wirken während des Krieges das Eiserne Kreuz II. Klasse.
Mit der Beförderung zum überzähligen Major wurde Warendorff am 16. November 1882 in das 6. Westfälische Infanterie-Regiment Nr. 55 versetzt und Mitte Februar 1884 zum Kommandeur des I. Bataillons ernannt. Als solcher nahm er im Juli/August 1886 an der Generalstabsübungsreise des VII. Armee-Korps teil. Unter Beauftragung mit den Funktionen des etatmäßigen Stabsoffiziers, d. h. als Stellvertretender Regimentskommandeur, wurde er am 20. April 1889 nach Aachen in das 5. Westfälische Infanterie-Regiment Nr. 53 versetzt und einen Monat später als Oberstleutnant zum etatmäßigen Stabsoffizier ernannt. Unter vorläufiger Belassung in seinem Verhältnis avancierte Warendorff am 16. Juni 1891 zum Oberst und war vom 20. Oktober 1891 bis zum 26. März 1894 Kommandeur des in Münster stationierten Infanterie-Regiments „Herwarth von Bittenfeld“ (1. Westfälisches) Nr. 13. Anschließend wurde Warendorff mit Pension zur Disposition gestellt und zum Kommandeur des  Truppenübungsplatzes Döberitz ernannt. In dieser Eigenschaft erhielt er am 13. Mai 1895 den Charakter als Generalmajor und wurde mit den Roten Adlerorden II. Klasse mit Eichenlaub sowie im November 1900 mit dem Stern zum Kronen-Orden II. Klasse ausgezeichnet.
Nachdem man ihn am 18. Mai 1901 von seiner Stellung als Kommandeur des Truppenübungsplatzes enthoben hatte, erhielt er im September 1902 die Erlaubnis zur Annahme des Großoffizierkreuzes des Ordens des Heiligen Schatzes.
Warendorff war Ehrenritter des Johanniterorden, der nach seiner Verabschiedung in Charlottenburg lebte und im Januar 1915 starb.